# Бајројт
Бајројт општина је у Немачкој, у баварском региону Горња Франконија. Овај град је у свету чувен по Фестивалу Рихарда Вагнера.

## Историја
Град се по први пут помиње 1194. Хусити су 1430. опустошили град, а већницу и цркве сравнили са земљом. Већ 1528. град је примио лутеранизам. Велики пожар 1605. уништио је пола града, а током 1620. у граду је избила епидемија куге. Град је страдао током Тридесетогодишњега рата. Велика прекретница се десила када се 1603. маркгропф Кристијан од Бранденбург-Бајројта преселио у град. Након Тридесетогодишњега рата у граду су изграђене многе барокне зграде.

## Географски и демографски подаци
Општина се налази на надморској висини од 340 метара. Површина општине износи 67,0 km².

## Становништво
У самом мјесту је, према процјени из 2010. године, живјело 72.935 становника. Просјечна густина становништва износи 1.089 становника/km².

## Култура
Рихард Вагнер је посетио Бајројт 17. априла 1870, јер је читао о градској опери Бајројта, и она му се чинила погодна за његове опере. Међутим, простор за оркестар није могао да прими све музичаре које је планирао. Стога је Вагнер предложио да се у граду подигне још већа оперска дворана. Град се сложио и за ту намену доделио простор ван насеља, тзв. „Зелено брдо“.
Камен темељац за фестивалску дворану је положен 22. маја 1872, а хала је довршена и свечано отворена 1876.
Од 1951. у граду се лети одржава оперски Фестивал Рихарда Вагнера.

## Међународна сарадња
| Мјесто     | Држава    | Врста сарадње | Од    |
| ---------- | --------- | ------------- | ----- |
| Ла Специја | Италија   | партнерство   | 1999. |
| Анси       | Француска | партнерство   | 1966. |
| Бургенланд | Аустрија  | партнерство   | 1990. |
| Извор      |           |               |       |